# Dovalló
Dovalló (szlovákul Dovalovo) egykori önálló község, 1971 óta Liptóújvár településrésze Szlovákiában, a Zsolnai kerület Liptószentmiklósi járásában.

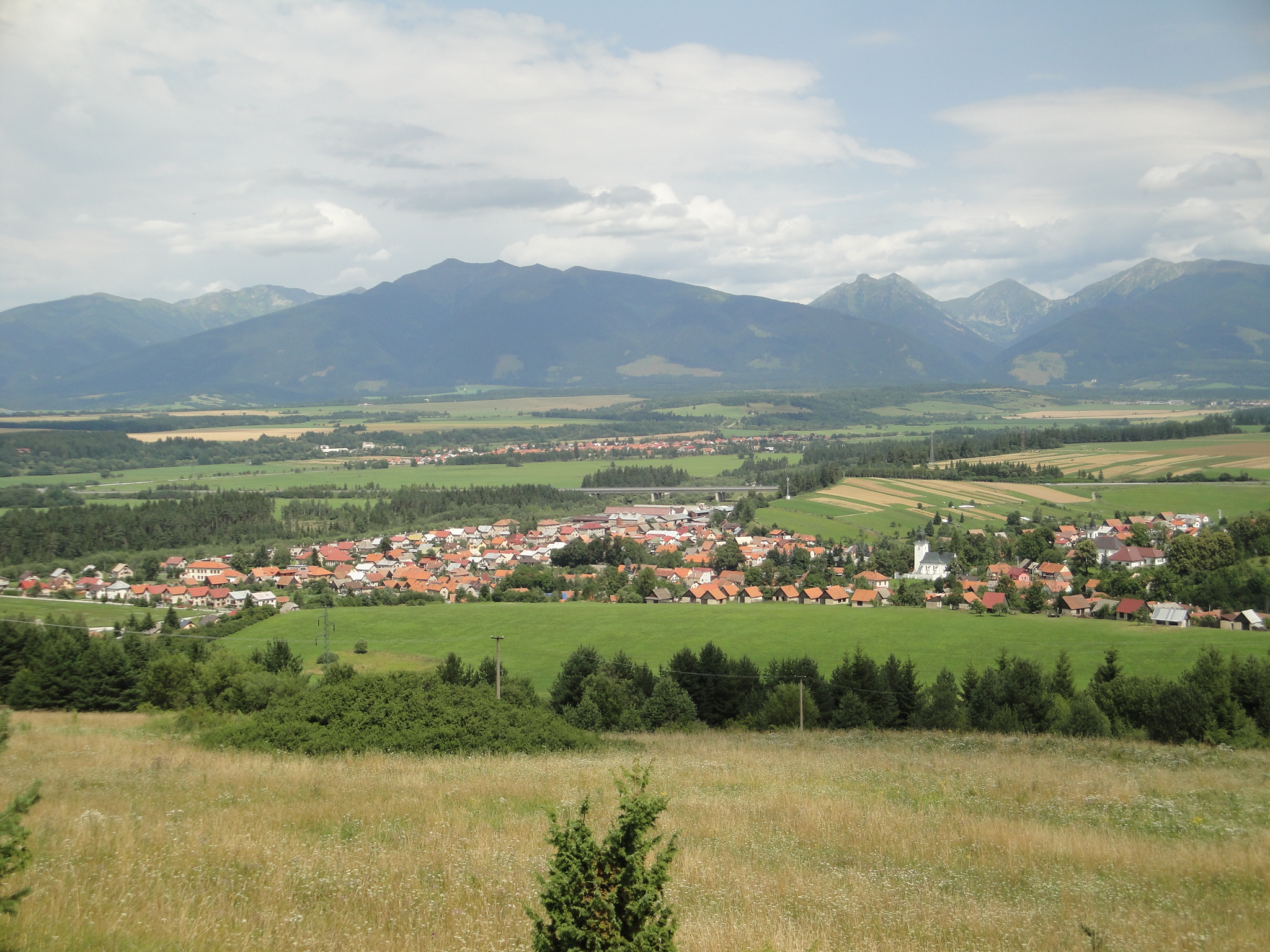
Dovalló látképe

## Fekvése
Liptószentmiklóstól 12 km-re délkeletre, a Vág jobb partján fekszik, ma Liptóújvár északkeleti városrészét képezi.

## Története
A falu a 13. században keletkezett a gótikus Szent Márton templom körül, a liptóújvári királyi uradalomhoz tartozott.
A 18. század végén Vályi András így ír róla: „DOVALLO. Tót falu Liptó Vármegyében, földes ura a’ Királyi Kamara, lakosai katolikusok, fekszik az Ország úttyában, Hibbétöl nem meszsze, folyó vize jó ízű halakkal bővelkedik; a’ falun felűl vagyon egy kő kereszt emlékezetűl téve, mivel Pfansmid Dániel Lőcsei kereskedő életének 48dik esztendejében a’ tolvajok által 1677dik esztendőben, 7dik Decemberben öt sebek által ölettetett meg. 1782dik esztendőben pedig egy paraszt Aszszony egyszerre három férfi gyermeket szerentsésen szűlt itten, határja középszerű, fája mind a’ kétféle, legelője elég, második Osztálybéli.”
Fényes Elek 1851-ben kiadott geográfiai szótárában így ír a faluról: „Dovallo, Liptó m. tót falu, 211 kath., 549 evang. lak. Kath. anya-, evang. filial szentegyház. F. u. a kamara. Ut. p. Okolicsna.”
1910-ben 1194, túlnyomórészt szlovák lakosa volt. A trianoni békeszerződés idején Liptó vármegye Liptóújvári járásához tartozott. 1971-ben Liptóújvárhoz csatolták.

## Nevezetességei
- Szent Márton temploma. A 13. századi templomot 1610-ben reneszánsz stílusban átépítették, majd a későbbi felújításokkal barokk, majd klasszicista jelleget kapott.
- Evangélikus temploma 1857-ben épült.

## Lásd még
- Liptóújvár